# 타넨베르크 전투 (1914년)
타넨베르크 전투(Battle of Tannenberg)는 제1차 세계 대전 중에 발생한 독일 제국과 러시아 제국간의 전투이다. 1914년 8월 26일에서 8월 31일까지 벌어졌고, 러시아 2군이 거의 전멸 지경에 이르는 결과를 낳았다.

## 배경
1914년 8월 1일 독일이 러시아에 대해 선전 포고한 뒤 동부 전선 전역은 긴박하게 돌아가기 시작한다. 우선 양측은 동원령을 선포한 뒤 빠르게 동원을 진행시킴과 함께 미리 예정되어 있던 작전 계획에 따라 움직이기 시작한다. 독일은 슐리펜 계획에 따라 주 병력을 서부 전선에 집중시키고 있었고, 따라서 러시아군은 A계획과 G계획 중 독일의 주공이 러시아를 향하지 않음을 알고는 A계획에 따라 움직이게 된다. G계획은 독일이 동부 전선에 주공을 두었을 경우의 작전으로, 이로 인해 병력 배치가 유동적으로 변하게 되어 서북 집단군(이하 ‘제1 집단군’)의 제4군은 오스트리아와의 접경지대로 서남 집단군(제2 집단군) 예하로 배치되고, 이로 인해 오스트리아-헝가리의 제2군이 발칸 전선에서 러시아 전선으로 이동하게 되어 곳곳에서 작은 충돌이 일어나기 시작한다. 그 결과 오스트리아-헝가리군과 세르비아군 사이 전투에서 오스트리아-헝가리군은 절대적 우위를 차지하는 데 실패하게 되고 콜루바라 전투 등 전쟁 초반 세르비아군과의 교전에서 참패하는 원인을 만들어 주었다. 또한 동프로이센에 대한 공세를 포함하는 러시아의 A계획 실행은 프랑스 정부의 강력한 요청도 그 원인이 되고 있다.
독일은 러시아가 광대한 영토를 가지고 있고 교통과 통신망이 다른 유럽 국가보다 뒤처져 있으므로 동원을 완료하는 데 많은 시간이 걸리리라 생각하고 동부 전선에서는 1개 군만으로 충분히 러시아군을 저지할 수 있으리라 예측했으나 러시아군은 독일과 거의 비슷한 시기인 거의 2주 만에 동원을 끝내고 동프로이센 국경에 집결하게 된다. 러시아군은 D+13일 안에 동프로이센 지역에 대한 동원을 끝낼 수 있다고 프랑스에게 장담했는데, 실제로 러시아는 그 정도 시간에 동원을 마치게 된다. 하지만 포병을 제외한 다른 군수 물자는 심각한 부족을 보이고 있었다. 독일도 14일에 동원이 마무리되어 오히려 러시아보다 빠른 동원으로 전선에서의 우위를 점한다는 전략은 효과를 보지 못하게 된다(러시아군은 전쟁 발발 13일 동안 총 98개의 보병 사단과 37개의 기병 사단을 동원한다).
동프로이센은 예전부터 인구가 집중한 주요 요충지로 프로이센의 심장부와 같은 지역이었는데 배치된 독일군은 막시밀리안 폰 프리트비츠(1848년~1929년) 장군이 지휘하던 제8군과 지역의 예비군으로 편성된 일부 부대 그리고 쾨니히스베르크를 비롯한 지역 요새의 주둔군이었는데, 이들 독일군은 러시아의 침략으로부터 자신의 고향을 지킨다는 열정을 가지고 있었다.

## 경과

### 러시아군의 동프로이센 국경 접근
동프로이센 침공을 수행할 러시아군은 1군과 2군이었는데 이들은 총 9개의 군단과 7개의 기병 사단을 포함하고 있었다. 따라서 편제로만 일반 보병은 9:4, 기병은 7:1로 독일군이 절대적인 열세에 있었다. 또한 러시아 1군 사령관 파벨 폰 렌넨캄프(1854년~1918년) 장군과 2군 사령관 알렉산드르 삼소노프(1858년~1914년) 장군은 러일 전쟁 동안 기병 사단장으로서 전투 경험을 가지고 있었으나 독일의 프리트비츠 장군은 전투 경험은 전혀 가지고 있지 못했다.
하지만 러시아군의 편제는 매우 방대하게 짜여 있어 독일군의 경우 보통 1개 사단에 12개의 보병 대대가 편성되어 있는 반면에 러시아군은 총 16개 대대로 구성되어 있어 효과적인 통제가 어려운 실정이었다. 하지만 우리가 흔히 생각하기에는 러시아군의 포병 또한 많은 문제점을 가지고 있었으리라 알고 있는데, 사실은 러시아군의 포대 배치와 편성은 아주 효율적이었고 포탄의 재고도 충분히 가지고 있었다.
러시아군 최고 사령부에서는 독일군에 비해 월등한 전력을 가진 제1군과 2군의 합동 작전으로 독일 8군을 쉽게 격파한 뒤 빠른 속도로 서프로이센과 슐레지엔 지역으로 진격할 수 있을 것이라 확신하고 있었다. 하지만 지리적으로 동프로이센은 침공하는 측에게 불리한 지형을 제공하고 있었다. 물론 러시아군 수뇌부의 무능함과 소극적인 작전 전개가 타넨베르크 전투의 결과를 만들어내는 가장 큰 원인이 되기는 하지만, 동프로이센과 러시아 국경 사이에 위치한 마주리안 호수 지대는 2개의 세력이 침공할 경우 50마일(약 80km) 이상의 공백 지역을 만들어내어 효과적인 협력 체계가 이루어지지 않는다면 각개 격파될 위험을 내포하고 있었다. 물론 여러 조건이 맞아떨어진다면 이 방법은 동프로이센 공격의 가장 효과적이며 당연한 방법이 될 수 있을 것이다. 따라서 러시아 제1 집단군 사령관이었던 야코프 질린스키(1853년~1918년) 장군은 삼소노프와 란넨캄프 장군에게 그들의 부대를 남쪽과 북쪽을 통해 동프로이센으로 진격시키도록 명령한다.
러시아군은 이 시점에서 병력 배치에서 몇 가지의 중요한 잘못을 범하게 되는데, 북쪽 공격을 담당한 제1군에서 전략적으로 아무 가치가 없는 발트해 연안에 제2군에서는 바르샤바와 연결로를 방어하기 위해 각각 병력을 배치해 원래의 병력인 19개 사단에서 3개 사단이 빠진 16개 사단만으로 주공을 펼치게 되어 결과적으로 엄청난 전력 약화가 일어나게 된다.
더구나 러시아 1, 2군은 사실상 공세가 시작되면서 따로 움직이기 시작하는데, 1군이 8월 15일 국경을 넘은 것에 비해 제2군은 8월 20일이 되어서야 국경을 넘기 시작한다. 이 5일간 독일의 프리트비츠 장군은 러시아 1군이 2군의 어떤 지원을 받을 수 없다는 것을 정보부로부터 보고 받고는 대부분의 독일 8군을 마주리안 호수 지대 위쪽의 굼비넨 근처에 전개시켜 러시아 1군과 맞서게 된다. 8월 17일 러시아의 1군은 슈탈루푀넨(현 네스테로프)에서 공세를 감행하나 독일군은 이를 성공적으로 격파하게 되는데, 프리트비츠 장군은 러시아군의 대반격으로 독일 1군단이 전멸할 것을 두려워해 슈탈루푀넨에서 러시아군을 격파한 1군단의 병력을 굼비넨으로 철수시킨다.

### 독일 1군단 프랑수아의 독단 행동
8월 20일, 독일 1군단 헤르만 폰 프랑수아 장군은 러시아군이 접근한다는 보고에 굼빈넨(현 구세프)까지 진출하여 러시아 선봉 부대를 격멸하였다(굼빈넨 전투). 하지만 야습에 상당한 피해를 입고 약간 뒤로 후퇴한 러시아 2군단은 굼비넨 외각에서 밤 동안 참호를 준비하고 지형과 건물 등을 이용해 강력한 방어 진지를 구축하였으며 포병을 정확하고 효과적으로 배치한다. 독일 제국군의 3대 척탄병 연대를 보유한 용감한 독일 1군단이었지만 더 이상 러시아군을 향해 진격할 수 없게 된다. 게다가 러시아군의 포격과 사격에 엄청난 피해를 입고 오히려 러시아군의 측면 공격에 노출될 위기에 처하게 된다.
또한 러시아 제3군단이 굼비넨 아래쪽으로 전개하며 독일 1군단을 압박하는 상황이 되자 독일 17군단이 1군단을 구원하기 위해 러시아 3군단을 향해 공세를 취하게 된다. 하지만 사전 정찰 없이 이루어진 이 공세에서 독일 17군단은 급조되었지만 잘 만들어진 러시아 3군의 참호 앞에서 무너지고 후퇴하게 된다. 이런 상황이 되자 오토 폰 벨로브(1857년~1944년) 장군이 이끄는 독일 1 예비 군단이 독일 17군단의 측면을 보호하기 위해 전진 중인 러시아 4군단을 향해 공세를 취하게 되고 굼비넨 지역에서의 전투는 혼전으로 흐르게 되며 독일군은 위기에 처하게 된다.
이런 상황 전개에 당황한 프리트비츠 장군은 자신의 작전 계획에 예상치 못한 사건이 발생하자 참모 본부에 타전하여 비스툴라강 서쪽으로 철수하여 러시아군을 저지하겠다고 보고했다. 그러나 비스툴라강에서도 러시아군을 저지할 수 있는지는 잘 모르겠다는 내용에 놀란 참모 본부는 파울 폰 힌덴부르크를 새로운 사령관으로, 에리히 루덴도르프를 새로운 참모장으로 임명하고 동부 전선으로 파견하게 된다.

### 힌덴부르크와 루덴도르프의 등장
파울 폰 힌덴부르크는 당시 퇴역하여 고향에서 유유자적한 생활을 즐기고 있었다. 그러나 몰트케 참모총장의 건의를 받은 빌헬름 2세가 “다시 출근할 의사가 있는가?”라는 짧은 전보를 보내오자 다시 현역으로 복귀하여 동부 전선에 부임하게 된다.(이때 예전에 입었던 자신의 군복이 맞지 않아 고생했다고 한다)
힌덴부르크가 전선 사령부에 부임했을 때에는 막스 호프만 중령의 작전 계획에 따라 이미 각 부대들은 이동하고 있었다. 힌덴부르크 자신의 승인을 받지 않고 실행에 옮겨진 상태였다. 이때 힌덴부르크는 자신의 승인도 안 받은 일개 중령의 작전 계획을 사후 승인하여 그대로 진행하라고 한다. 이것이 독일군의 승리를 가져온 요인이 되었다.

### 호프만 중령의 작전 계획
막스 호프만 중령은 러시아군이 1군과 2군의 간격이 수십 킬로미터에 달해 서로 원활한 지원이 불가능한 상황임에도 불구하고 그 간격을 줄이려는 노력을 하지 않는다는 점을 눈여겨보았다. 러시아군의 기동로에 위치한 마주리안 호수 지대 또한 러시아군의 간격을 남북으로 갈라놓고 있었다. 호프만 중령은 이러한 점들을 감안하여 다음과 같이 작전 계획을 수립하여 예하 군단에 하달한다.
- 북쪽의 렌넨캄프의 1군은 1 기병 사단으로 방해 작전을 펼치며 견제한다.
- 독일 1군단과 3 예비 사단은 20군단의 우익으로 이동시킨다.
- 1군단과 3 예비 사단의 이동 기간 동안 20군단은 러시아군과의 전투를 최대한 회피하고,
- 17군단과 1 예비 군단은 서서히 서쪽으로 철수하다가 러시아 1군의 추격이 없음이 확실해지면, 이들을 바로 러시아 2군의 격파에 투입한다. 17군단과 1군단은 지도상에서 보면 러시아 2군의 북쪽이며, 우익에 해당한다.
- 러시아 2군의 좌익은 프랑소와 군단장의 1군단이 맡았다.

계획대로만 되면, 렌넨캄프의 1군으로부터 독일군의 이동에 대해서 아무런 정보를 얻지 못하고 있던 러시아 2군은(1군 역시 2군으로부터 어떤 정보도 받지 못하고 있었다) 말발굽과 같은 독일군 포위망에 빠지게 될 것이었다.

## 결과 및 영향
동부 전선 상황이 심각하다고 판단한 몰트케 참모총장의 지시로 서부 전선에서 투입되었던 일부 병력을 급히 동부 전선으로 이동시켰다. 그러나 이 부대가 독일 내 기차선로 위에서 한참 달리고 있을 때 전투는 독일군의 대승리로 끝났다. 문제는, 이들이 차출됨으로 인해 서부 전선 독일군에 큰 구멍이 생겼고, 이 구멍에 우연히 진입하게 된 프랑스군에 독일은 당황하였고, 프랑스군은 반격을 감행하여 파리를 위협하던 독일군을 저지하는 데 성공하였다. 이것이 마른 전투다. 이후 서부 전선은 악명 높은 참호전 양상으로 바뀌게 되었고, 동부 전선으로 이동하던 독일군 부대는 양쪽 어느 쪽에도 참전하지 못하여, 전력을 낭비한 결과를 초래하고, 장기적인 전쟁 수행에 (결과론이지만) 악영향을 미치게 된 것이다.
- 러시아군의 삼소노프는 포위 섬멸이 확실해지자 권총으로 자살했다.
- 질린스키와 렌넨캄프는 직위 해제되었을 뿐만 아니라 러시아 군적에서 군적 자체를 박탈당했다.

## 같이 보기
- 제1차 세계 대전의 전투 목록